# Pope County, Illinois
Pope County är ett administrativt område i delstaten Illinois, USA. År 2010 hade countyt 4 470 invånare.  Den administrativa huvudorten (county seat) är Golconda.

## Geografi
Enligt United States Census Bureau har countyt en total area på 970 km². 960 km² av den arean är land och 10 km² är vatten.

### Angränsande countyn
- Saline County - norr
- Hardin County - öster
- Livingston County, Kentucky - sydost
- Massac County - sydväst
- Johnson County - väst
- Williamson County - nordväst